# Volleyballclub Neuwied '77 2023-2024
Questa voce raccoglie le informazioni riguardanti il Volleyballclub Neuwied '77 nelle competizioni ufficiali della stagione 2023-2024.

## Stagione
Il Volleyballclub Neuwied '77 partecipa alla stagione 2023-24 senza alcuna denominazione sponsorizzata.
Partecipa alla 1. Bundesliga, dove si classifica al decimo posto in regular season, dopo la quale viene estromesso dal torneo e retrocesso in 2. Bundesliga Pro. In Coppa di Germania viene invece eliminato agli ottavi di finale dal Potsdam.

## Organigramma societario
Area direttiva
- Presidente: Raimund Lepki

Area tecnica
- Allenatore: Tigin Yaglioglu
- Allenatore in seconda: Ralf Monschauer
- Assistente allenatore: Karl-Heinz Börner, Benjamin Meßner, Niclas Schlüter
- Scoutman: Michel Beautier

Area sanitaria
- Medico: Felix Post, Axel Ruetz, Jan Ruetz
- Fisioterapista: Hanna Bruchertseifer, Eileen Clasani, Laura Schwab, Corinne Törper

## Rosa
| N° | Nome                 | Ruolo | Data di nascita  | Nazionalità sportiva |
| -- | -------------------- | ----- | ---------------- | -------------------- |
| 1  | Carla Fuchs          | P     | 18 agosto 2004   | Germania             |
| 2  | Amelie Strothoff     | S     | 21 aprile 2005   | Germania             |
| 4  | Hilkka Hujanen       | S     | 24 marzo 1998    | Finlandia            |
| 6  | Finja Kurtz          | O     | 10 maggio 2006   | Germania             |
| 7  | Kristin vom Schemm   | S     | 16 gennaio 1998  | Germania             |
| 10 | Elisabeth Kettenbach | P     | 28 gennaio 2001  | Germania             |
| 11 | Laura Broekstra      | C     | 3 gennaio 1997   | Germania             |
| 12 | Laura Berger         | C     | 12 novembre 2002 | Germania             |
| 13 | Lydia Stemmler       | O     | 20 luglio 2001   | Germania             |
| 14 | Klara Single         | L     | 12 gennaio 2000  | Germania             |
| 15 | Anna Hartig          | C     | 8 dicembre 2000  | Germania             |
| 16 | Maya Sendner         | C     | 16 maggio 2004   | Germania             |

## Mercato
| Acquisti | Acquisti         | Acquisti        | Acquisti   |
| R.       | Nome             | da              | Modalità   |
| -------- | ---------------- | --------------- | ---------- |
| C        | Laura Broekstra  | Schweriner      | definitivo |
| C        | Anna Hartig      | Eckerd          | definitivo |
| S        | Hilkka Hujanen   | Puijo           | definitivo |
| O        | Finja Kurtz      | Olympia Münster | definitivo |
| O        | Lydia Stemmler   | PTSV Aachen     | definitivo |
| S        | Amelie Strothoff | Ostbevern       | definitivo |

| Cessioni                               | Cessioni           | Cessioni       | Cessioni   |
| R.                                     | Nome               | a              | Modalità   |
| -------------------------------------- | ------------------ | -------------- | ---------- |
| C                                      | Linda Andersson    | MÁV Előre      | definitivo |
| O                                      | Yasmine Madsen     | Brno           | definitivo |
| C                                      | Natalie Crews      | Fraser Valley  | definitivo |
| S                                      | Pia Fuchs          | Konstanz       | definitivo |
| S                                      | Sina Fuchs         | Erfurt         | definitivo |
| S                                      | Sina Stöckmann     | Erfurt         | definitivo |
| S                                      | Alice Turmovich    | Holz           | definitivo |
| Trasferimenti nel corso della stagione |                    |                |            |
| C                                      | Laura Berger       | FTSV Straubing | definitivo |
| C                                      | Laura Broekstra    | Helvia Recina  | definitivo |
| C                                      | Anna Hartig        | Eimsbütteler   | definitivo |
| S                                      | Hilkka Hujanen     | Kairós         | definitivo |
| S                                      | Kristin vom Schemm | Graz           | definitivo |

## Risultati

### 1. Bundesliga

#### Girone di andata
| 1ª giornata - 7 ottobre 2023 Sporthalle des Rhein-Wied-Gymnasium, Neuwied   | Neuwied     | 0 - 3 | Vilsbiburg    | 14-25, 19-25, 22-25 |
| 2ª giornata - 11 ottobre 2023 ARENA Schwerin, Schwerin                      | Schweriner  | 3 - 0 | Neuwied       | 25-13, 25-13, 25-21 |
| 3ª giornata - 21 ottobre 2023 Sporthalle des Rhein-Wied-Gymnasium, Neuwied  | Neuwied     | 0 - 3 | Suhl          | 21-25, 32-34, 13-25 |
| 4ª giornata - 28 ottobre 2023 MBS Arena Potsdam, Potsdam                    | Potsdam     | 3 - 0 | Neuwied       | 25-16, 25-13, 25-14 |
| 5ª giornata - 11 novembre 2023 CGM Arena, Coblenza                          | Neuwied     | 0 - 3 | MTV Stoccarda | 18-25, 20-25, 12-25 |
| 6ª giornata - 18 novembre 2023 Platz der Deutschen Einheit, Wiesbaden       | Wiesbaden   | 3 - 0 | Neuwied       | 25-12, 25-14, 25-12 |
| 7ª giornata - 25 novembre 2023 Sporthalle des Rhein-Wied-Gymnasium, Neuwied | Neuwied     | 0 - 3 | Dresdner      | 17-25, 17-25, 22-25 |
| 8ª giornata - 2 dicembre 2023 Sporthalle des Rhein-Wied-Gymnasium, Neuwied  | Neuwied     | 0 - 3 | Münster       | 14-25, 17-25, 19-25 |
| 9ª giornata - 9 dicembre 2023 Sporthalle Neuköllner Straße, Aquisgrana      | PTSV Aachen | 3 - 0 | Neuwied       | 25-14, 25-12, 25-19 |

#### Girone di ritorno
| 10ª giornata - 16 dicembre 2023 Ballsporthalle, Vilsbiburg                   | Vilsbiburg    | 3 - 0 | Neuwied     | 25-12, 25-12, 25-14        |
| 11ª giornata - 22 dicembre 2023 Sporthalle des Rhein-Wied-Gymnasium, Neuwied | Neuwied       | 0 - 3 | Schweriner  | 18-25, 22-25, 14-25        |
| 12ª giornata - 30 dicembre 2023 Sporthalle Wolfsgrube, Suhl                  | Suhl          | 3 - 0 | Neuwied     | 25-16, 25-15, 25-11        |
| 13ª giornata - 6 gennaio 2024 Sporthalle des Rhein-Wied-Gymnasium, Neuwied   | Neuwied       | 0 - 3 | Potsdam     | 16-25, 17-25, 17-25        |
| 14ª giornata - 13 gennaio 2024 SCHARRena, Stoccarda                          | MTV Stoccarda | 3 - 0 | Neuwied     | 25-11, 25-11, 25-13        |
| 15ª giornata - 20 gennaio 2024 Sporthalle des Rhein-Wied-Gymnasium, Neuwied  | Neuwied       | 1 - 3 | Wiesbaden   | 18-25, 21-25, 25-20, 21-25 |
| 16ª giornata - 24 gennaio 2024 Margon Arena, Dresda                          | Dresdner      | 3 - 0 | Neuwied     | 25-10, 25-11, 25-7         |
| 17ª giornata - 27 gennaio 2024 Sporthalle Berg Fidel, Münster                | Münster       | 3 - 0 | Neuwied     | 25-11, 25-21, 25-16        |
| 18ª giornata - 4 gennaio 2024 Sporthalle des Rhein-Wied-Gymnasium, Neuwied   | Neuwied       | 0 - 3 | PTSV Aachen | 20-25, 19-25, 14-25        |

### Coppa di Germania
| Ottavi di finale - 4 novembre 2023 Sporthalle des Rhein-Wied, Neuwied | Neuwied | 0 - 3 | Potsdam | 13-25, 21-25, 21-25 |

## Statistiche

### Statistiche di squadra
| Competizione      | Punti | In casa | In casa | In casa | In trasferta | In trasferta | In trasferta | Totale | Totale | Totale |
| Competizione      | Punti | G       | V       | P       | G            | V            | P            | G      | V      | P      |
| ----------------- | ----- | ------- | ------- | ------- | ------------ | ------------ | ------------ | ------ | ------ | ------ |
| 1. Bundesliga     | 0     | 9       | 0       | 9       | 9            | 0            | 9            | 18     | 0      | 18     |
| Coppa di Germania | -     | 1       | 0       | 1       | 0            | 0            | 0            | 1      | 0      | 1      |
| Totale            | -     | 10      | 0       | 10      | 9            | 0            | 9            | 19     | 0      | 19     |

G = partite giocate; V = partite vinte; P = partite perse

### Statistiche dei giocatori
| Giocatrice    | 1. Bundesliga | 1. Bundesliga | 1. Bundesliga | 1. Bundesliga | 1. Bundesliga | Coppa di Germania | Coppa di Germania | Coppa di Germania | Coppa di Germania | Coppa di Germania | Totale | Totale | Totale | Totale | Totale |
| Giocatrice    | P             | PT            | AV            | MV            | BV            | P                 | PT                | AV                | MV                | BV                | P      | PT     | AV     | MV     | BV     |
| ------------- | ------------- | ------------- | ------------- | ------------- | ------------- | ----------------- | ----------------- | ----------------- | ----------------- | ----------------- | ------ | ------ | ------ | ------ | ------ |
| L. Berger     | 18            | 108           | 72            | 26            | 10            | 1                 | 6                 | 4                 | 2                 | 0                 | 19     | 114    | 76     | 28     | 10     |
| L. Broekstra  | 18            | 120           | 87            | 22            | 11            | 1                 | 9                 | 7                 | 2                 | 0                 | 19     | 129    | 94     | 24     | 11     |
| C. Fuchs      | 18            | 19            | 12            | 2             | 5             | 1                 | 2                 | 1                 | 1                 | 0                 | 19     | 21     | 13     | 3      | 5      |
| A. Hartig     | 17            | 66            | 53            | 8             | 5             | 1                 | 0                 | 0                 | 0                 | 0                 | 18     | 66     | 53     | 8      | 5      |
| H. Hujanen    | 11            | 30            | 24            | 3             | 3             | 1                 | 4                 | 3                 | 0                 | 1                 | 12     | 34     | 27     | 3      | 4      |
| E. Kettenbach | 11            | 13            | 3             | 2             | 8             | 1                 | 0                 | 0                 | 0                 | 0                 | 12     | 13     | 3      | 2      | 8      |
| F. Kurtz      | 3             | 1             | 1             | 0             | 0             | -                 | -                 | -                 | -                 | -                 | 3      | 1      | 1      | 0      | 0      |
| M. Sendner    | 18            | 49            | 17            | 20            | 12            | 1                 | 4                 | 2                 | 2                 | 0                 | 19     | 53     | 19     | 22     | 12     |
| K. Single     | 18            | 11            | 8             | 0             | 3             | 1                 | 0                 | 0                 | 0                 | 0                 | 19     | 11     | 8      | 0      | 3      |
| L. Stemmler   | 10            | 78            | 64            | 8             | 6             | 1                 | 7                 | 4                 | 1                 | 2                 | 11     | 85     | 68     | 9      | 8      |
| A. Strothoff  | 18            | 89            | 75            | 8             | 6             | 1                 | 4                 | 2                 | 0                 | 2                 | 19     | 93     | 77     | 8      | 8      |
| K. vom Schemm | 12            | 30            | 22            | 2             | 6             | 0                 | 0                 | 0                 | 0                 | 0                 | 12     | 30     | 22     | 2      | 6      |

P = presenze; PT = punti totali; AV = attacchi vincenti; MV = muri vincenti; BV = battute vincenti